# Episodi di Doctor Who (serie televisiva 1963) (tredicesima stagione)
Questa voce contiene l'elenco dei 26 episodi della tredicesima stagione della serie TV Doctor Who, interpretata da Tom Baker nel ruolo del Quarto Dottore.
Questi episodi sono andati in onda nel Regno Unito dal 30 agosto 1975 al 6 marzo 1976. Alcuni di loro sono stati trasmessi in Italia su Rai Uno tra il 1980 e il 1981: sono tuttora gli unici episodi della serie originale -  insieme a parte della stagione precedente - a essere stati trasmessi in Italia.
Come per tutte le stagioni della serie classica, gli episodi vengono suddivisi in "macrostorie" (in inglese, serial) con una propria continuità narrativa e un proprio titolo, qui indicato nella colonna "Titolo serial" della tabella.
| nº | Titolo originale         | Titolo italiano               | Prima TV UK       | Prima TV Italia  | Titolo serial             |
| -- | ------------------------ | ----------------------------- | ----------------- | ---------------- | ------------------------- |
| 1  | Terror of the Zygons I   | La sconfitta degli Zigoni I   | 30 agosto 1975    | 3 ottobre 1981   | La sconfitta degli Zigoni |
| 2  | Terror of the Zygons II  | La sconfitta degli Zigoni II  | 6 settembre 1975  | 10 ottobre 1981  | La sconfitta degli Zigoni |
| 3  | Terror of the Zygons III | La sconfitta degli Zigoni III | 13 settembre 1975 | 17 ottobre 1981  | La sconfitta degli Zigoni |
| 4  | Terror of the Zygons IV  | La sconfitta degli Zigoni IV  | 20 settembre 1975 | 31 ottobre 1981  | La sconfitta degli Zigoni |
| 5  | Planet of Evil I         | Il pianeta del male I         | 27 settembre 1975 | 22 febbraio 1980 | Il pianeta del male       |
| 6  | Planet of Evil II        | Il pianeta del male II        | 4 ottobre 1975    | 23 febbraio 1980 | Il pianeta del male       |
| 7  | Planet of Evil III       | Il pianeta del male III       | 11 ottobre 1975   | 25 febbraio 1980 | Il pianeta del male       |
| 8  | Planet of Evil IV        | Il pianeta del male IV        | 18 ottobre 1975   | 26 febbraio 1980 | Il pianeta del male       |
| 9  | Pyramids of Mars I       | Le piramidi di Marte I        | 25 ottobre 1975   | 27 febbraio 1980 | Le piramidi di Marte      |
| 10 | Pyramids of Mars II      | Le piramidi di Marte II       | 1º novembre 1975  | 28 febbraio 1980 | Le piramidi di Marte      |
| 11 | Pyramids of Mars III     | Le piramidi di Marte III      | 8 novembre 1975   | 29 febbraio 1980 | Le piramidi di Marte      |
| 12 | Pyramids of Mars IV      | Le piramidi di Marte IV       | 15 novembre 1975  | 1º marzo 1980    | Le piramidi di Marte      |
| 13 | The Android Invasion I   |                               | 22 novembre 1975  |                  | The Android Invasion      |
| 14 | The Android Invasion II  |                               | 29 novembre 1975  |                  | The Android Invasion      |
| 15 | The Android Invasion III |                               | 6 dicembre 1975   |                  | The Android Invasion      |
| 16 | The Android Invasion IV  |                               | 13 dicembre 1975  |                  | The Android Invasion      |
| 17 | The Brain of Morbius I   |                               | 3 gennaio 1976    |                  | The Brain of Morbius      |
| 18 | The Brain of Morbius II  |                               | 10 gennaio 1976   |                  | The Brain of Morbius      |
| 19 | The Brain of Morbius III |                               | 17 gennaio 1976   |                  | The Brain of Morbius      |
| 20 | The Brain of Morbius IV  |                               | 24 gennaio 1976   |                  | The Brain of Morbius      |
| 21 | The Seeds of Doom I      |                               | 31 gennaio 1976   |                  | The Seeds of Doom         |
| 22 | The Seeds of Doom II     |                               | 7 febbraio 1976   |                  | The Seeds of Doom         |
| 23 | The Seeds of Doom III    |                               | 14 febbraio 1976  |                  | The Seeds of Doom         |
| 24 | The Seeds of Doom IV     |                               | 21 febbraio 1976  |                  | The Seeds of Doom         |
| 25 | The Seeds of Doom V      |                               | 28 febbraio 1976  |                  | The Seeds of Doom         |
| 26 | The Seeds of Doom VI     |                               | 6 marzo 1976      |                  | The Seeds of Doom         |

## La sconfitta degli Zigoni

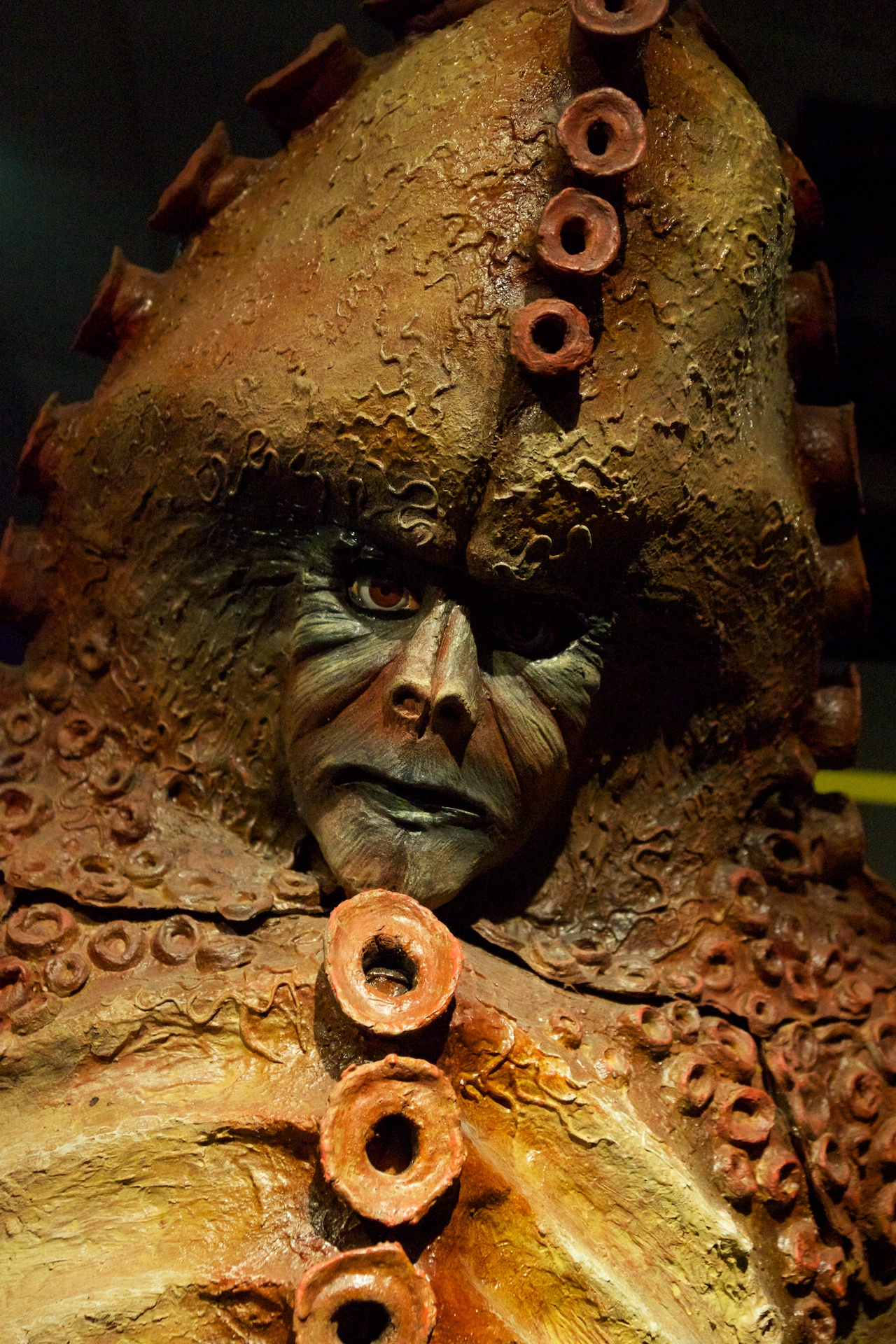
Uno Zygon, esposto alla Doctor Who Experience di Cardiff.

- Titolo originale: Terror of the Zygons
- Diretto da: Douglas Camfield
- Scritto da: Robert Banks Stewart
- Dottore: Quarto Dottore (Tom Baker)
- Compagni di viaggio: Sarah Jane Smith (Elisabeth Sladen), Harry Sullivan (Ian Marter)
- Ospite speciale: Maggiore Lethbridge-Stewart (Nicholas Courtney)

### Trama
Il Quarto Dottore è chiamato sulla Terra dal Maggiore Lethbridge-Stewart che si trova in Scozia ad investigare sulla misteriosa distruzione di alcune piattaforme petrolifere.

## Il pianeta del male
- Titolo originale: Planet of Evil
- Diretto da: David Maloney
- Scritto da: Louis Marks
- Dottore: Quarto Dottore (Tom Baker)
- Compagni di viaggio: Sarah Jane Smith (Elisabeth Sladen)

### Trama
Una spedizione di esploratori viene sterminata. Il Dottore atterra sul pianeta nello stesso momento nel quale arriva la squadra dei soccorritori in cerca dei membri dispersi della spedizione, e viene immediatamente preso prigioniero come sospetto autore della strage.

## Le piramidi di Marte
- Titolo originale: Pyramids of Mars
- Diretto da: Paddy Russell
- Scritto da: Stephen Harris (Lewis Greifer & Robert Holmes)
- Dottore: Quarto Dottore (Tom Baker)
- Compagni di viaggio: Sarah Jane Smith (Elisabeth Sladen)

### Trama
Il TARDIS si materializza all'interno di una villa nel 1911, dove delle mummie avvolte in lenzuoli vagano in giro uccidendo chiunque si trovi sul loro cammino.

## The Android Invasion
- Diretto da: Barry Letts
- Scritto da: Terry Nation
- Dottore: Quarto Dottore (Tom Baker)
- Compagni di viaggio: Sarah Jane Smith (Elisabeth Sladen)

### Trama
Il Dottore e Sarah si ritrovano nel villaggio inglese di Devesham. Ma il villaggio sembra deserto, eccezion fatta per delle misteriose figure vestite con tute spaziali e dei loro doppioni.

## The Brain of Morbius
- Diretto da: Christopher Barry

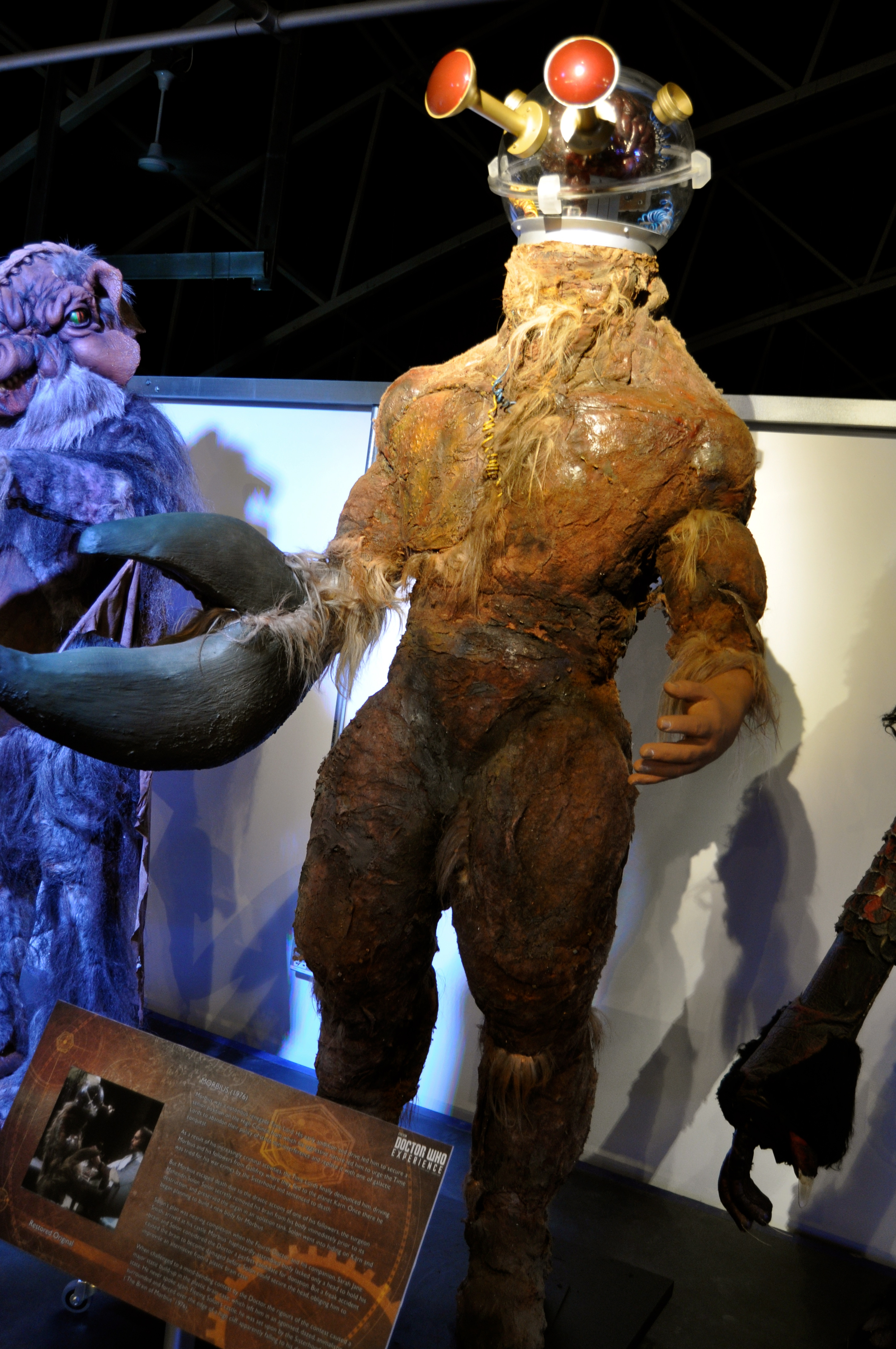
Il costume di Morbius esposto alla Doctor Who Experience a Cardiff.

- Scritto da: Terrance Dicks, Robert Holmes
- Dottore: Quarto Dottore (Tom Baker)
- Compagni di viaggio: Sarah Jane Smith (Elisabeth Sladen)

### Trama
Il Dottore e Sarah giungono al pianeta Karn, dove incontrano il professor Solon e il suo strano assistente Condo. Il professore, che si dimostra molto cordiale con loro, nasconde in realtà un laboratorio, dove sta svolgendo degli esperimenti per riportare in vita Morbius, un Signore del tempo esiliato. Nel frattempo, la Sorellanza di Karn si impossessa del TARDIS, credendo che il Dottore voglia rubare loro l'Elisir della Vita.

## The Seeds of Doom
- Diretto da: Douglas Camfield
- Scritto da: Robert Banks Stewart
- Dottore: Quarto Dottore (Tom Baker)
- Compagni di viaggio: Sarah Jane Smith (Elisabeth Sladen)

### Trama
Una spedizione artica scopre due giganteschi baccelli provenienti da un altro tempo e luogo. Amante della piante senza scrupoli, Harrison Chase decide che deve averli per la sua rara collezione, ma i baccelli potrebbero segnare la fine di tutta la vita non vegetale presente sulla Terra.